# Juan Luis Amigo Ferreiro
Juan Luis Amigo Ferreiro, més conegut com a Juanito (Sigüeiro, 8 de desembre de 1969) és un exfutbolista gallec, que ocupava la posició de davanter.

## Trajectòria
Va començar a destacar a la SD Compostela, amb qui juga a la Segona Divisió la temporada 91/92, marcant sis gols en 15 partits. Això crida l'atenció del Deportivo de La Corunya, que el fitxa a l'any següent. No té fortuna a l'equip de Riazor, i en temporada i mitja només hi apareix en un encontre de lliga, que suposa el seu debut i el seu únic partit a primera divisió.
A mitjans de la temporada 93/94 recala al Reial Betis, però no continua i baixa a militar a equips de la Segona B. Retorna a la categoria d'argent tres anys després, al fitxar pel CP Mérida, en què ja gaudeix de més minuts.
A partir d'ací s'inicia un recorregut per diversos equips a la categoria d'argent: Llevant UE (97/98), CD Toledo (98/00), de nou a la SD Compostela (00/03) i Racing de Ferrol (04/06). En total, tot i haver jugat només un encontre a primera divisió, a Segona n'ha acumulat 277 partits, amb 26 gols.